# Agustín Caimi

Agustín Caimi fue el primer presidente reconocido oficialmente, en 1960, en el tribunal de honor del Club Atlético Huracán. Se presentó un acta de asamblea que ratifica que Caimi fue el primer presidente de Huracán entre 1907 y 1908, aunque se sabe que dirigía al club desde 1905..

## Presidencia
| Predecesor: Hilario Ramponi | Presidente del Club Atlético Huracán 1907 - 1909 | Sucesor: J. Aldonza |